# Lassiter (Romanheftserie)
Lassiter ist eine Westernromanserie aus dem Bastei-Verlag, die seit 1972 in Form von Romanheften erscheint, zeitweilig auch als Taschenbuch. Die Romane gehören zur Trivialliteratur. Seit 2014 erscheint eine digitale Ausgabe der Serie im Bastei Lübbe Verlag.

## Inhalt
Der Titelheld tritt zunächst als Revolverheld auf, der für gefährliche Aufträge angeheuert wird oder aus Eigeninitiative kämpft, z. B. aus dem klassischen Rachemotiv heraus. Dabei gerät er oft mit dem Gesetz in Konflikt oder schafft sich mächtige Feinde, die ihn über einen längeren Zeitraum hinweg verfolgen, etwa Sidney Blood, ein Spezialagent des (historischen) Unternehmens Wells Fargo. Dennoch lässt er sich von ethischen Werten leiten, wie etwa Fairness auch gegenüber dem Gegner oder einem gewissen Respekt vor der Kultur der nordamerikanischen Indianer.
Seit Band 397 „Lassiter und die Rebellenhorde“ vollzieht sich jedoch eine grundlegende Wandlung: Lassiter arbeitet von da an im Auftrag der Regierung als Agent der (fiktiven) Brigade Sieben. Diese Organisation wurde als Wildwest-Version der heutigen US-Bundespolizei FBI und des Geheimdienstes CIA kreiert. Spätestens an diesem Punkt verwandelt sich der Held endgültig in einen „James Bond des 19. Jahrhunderts“, da er nicht nur kämpft, sondern auch ein großer Frauenheld ist. In jedem Roman hat er mindestens eine, oft auch mehrere Affären.
Lassiters Abenteuer erstrecken sich über den gesamten „Wilden Westen“ hinweg, sowohl im Staatsgebiet der USA wie auch im nördlichen Teil Mexikos und über einen Zeitraum von etwa 1876 bis mindestens 1911. So werden der Amerikanische Bürgerkrieg (Sezessionskrieg) und die Schlacht am Little Big Horn stets in der Vergangenheitsform erwähnt. In letzterem Jahr wurde der (historische) mexikanische Diktator Porfirio Diaz gestürzt, und die Autoren lassen Lassiter dabei eine Rolle spielen.
Überhaupt schwelgt die Serie geradezu in historischen Ereignissen jener Epoche, Politik wie auch Technik spielen eine Rolle als Hintergrund oder Stichwortgeber. Während z. B. in anderen Western die Firma Colt der einzige Revolverbauer der Welt zu sein scheint und Winchester der einzige Gewehrfabrikant, kommen bei Lassiter bzw. seinen Mitspielern auch Waffen von Remington, Parker (die „abgesägte Parker-Gun“, d. h. eine doppelläufige Schrotflinte, ist über lange Zeit Lassiters Lieblingswaffe), französische Chassepot-Karabiner usw. zum Einsatz.

## Jugendschutz
1978 geriet Lassiter ins Visier der BPjS. Dabei wurde Band 57 LASSITER in der weißen Hölle (2. Auflage), indiziert.

„… Der Heftinhalt von Nr. 57 LASSITER in der weißen Hölle wirkt verrohend. … Dabei begnügt sich der Autor nicht mit der Schilderung von Schlag- und Schießszenen, sondern malt Gewaltszenen aus, die ins Sadistische gehen und solche, bei denen zur Vernichtung der Gegner Dynamitladungen zu Explosion gebracht werden. So wird bereits auf S. 7 ff von Heft 57 eine besonders sadistische Art der Folterung eines Menschen geschildert … Das Heft 57 musste allein schon wegen dieser Schilderungen indiziert werden. Sie sind nicht typisch für den Wilden Westen. Eine Nachahmung und Identifikation, insbesondere bei labilen Jugendlichen, die u.U. zu Überkompensation neigen, ist möglich …“

Die ebenfalls beanstandeten Bände 301 Drei Killer gegen LASSITER, 303 LASSITERS Nacht mit Maribel und 314 LASSITERS Racheschwur wurden nicht indiziert, da die Bände als „typische Wildwest-Literatur“ angesehen wurden. Damit konnte eine Dauerindizierung der Serie vermieden werden. Inhaltlich hatte die Entscheidung jedoch Folgen, zumal auch die Taschenbücher 42092 Eine Wolfsbraut für LASSITER, 42101 LASSITER und die Hexe mit dem Stern und 42105 Der Köder hieß Belinda, wenn auch aus anderen Gründen, indiziert wurden.

„Grund für die Indizierung war hier zum einen die Verbindung von Sexualität und Gewalt und auch das Frauenbild, das durch den Umgang der Identifikationsfigur LASSITER mit seinen Liebschaften präsentiert wird. Frauen werden in den Romanen als jederzeit verfügbare Sexualobjekte dargestellt.“

Der Beirat für literarischen Jugendschutz beim BASTEI – Verlag Gustav H. Lübbe empfahl infolgedessen inhaltliche Änderungen, die auch umgesetzt wurden. Lassiter kämpfte nicht mehr aus Rache in Eigeninitiative, die wiederkehrenden Auseinandersetzungen mit Wells Fargo mussten in den Hintergrund treten und wurden kaum noch thematisiert, was nach Meinung des Beirates „zwangsläufig positive Auswirkungen auf Haltung und Handlungen des Protagonisten“ haben würde, da das „entscheidende Motiv für rechtlich nicht haltbare Gewalttätigkeit“ weg war. Lassiter wurde zum Mitglied einer geheimnisvollen, aber in staatlichem Auftrag handelnden Brigade Sieben, was sich auch im Untertitel der Serie zeigte. Es sollte auch mehr drauf geachtet werden, dass „die Verbrecher klar in ihrer Rechtswidrigkeit und ihrem negativen Charakter“ geschildert werden, und deutlicher aufgezeigt werden, dass „andere Menschen unter den Verbrechen leiden und daß es die wichtigste Aufgabe der Brigadisten ist, die Menschen von diesem Leiden zu befreien.“ Zudem sollte Sexualität weniger thematisiert werden „und in auch für Jugendliche tragbaren Varianten auftauchen, wie etwa in der Schilderung echter Beziehungen, in denen die Gefühle der Partner füreinander im Vordergrund stehen und Sexdetails eine nur untergeordnete Rolle spielen dürfen.“
Die Vorschläge wurden von der Redaktion umgesetzt, und in der Folge gerieten Serie und Verlag nicht mehr ins Visier des Jugendschutzes. Im April 2004 wurden alle vier Romane, entsprechend § 18 Abs. 7 JuSchG, aus der Liste der jugendgefährdenden Medien gestrichen.

## Erotik-Ableger
Unter dem Titel „Jack Slade – Die heissesten Western des berühmten Lassiter-Autors“ gibt es seit 1999 einen Ableger der Reihe, in welcher erotiklastigere Abenteuer dargestellt sind. Bis 2022 sind rund 950 Titel in dieser Reihe erschienen, als Autoren treten unter anderem Walter Appel, Corina Bomann und Martin Barkawitz in Erscheinung.

## Autoren
Die Romanheftreihe Lassiter beruht ursprünglich auf einer amerikanischen Vorlage, einige frühe Bände wurden demzufolge aus dem Englischen übersetzt und bearbeitet. Die ersten Titel wurden von Willis Todhunter Ballard unter dem Pseudonym Jack Slade geschrieben. Die meisten Titel stammen allerdings aus den Federn einer Vielzahl von zumeist anonym bzw. pseudonym bleibenden deutschen Autoren.
Günther Bajog gehörte zu diesem Team, und ihm ist zumindest teilweise die Konzeption der Figur Lassiters zu verdanken. Er schrieb circa 500 Romane der Serie. Für die deutschen Ausgaben wurde der Name Jack Slade als Verlagspseudonym beibehalten. Im März 2025 erschien das 2750. Heft, zudem wurden mehr als 200 Taschenbücher veröffentlicht. Von den Romanheften erschienen zeitweilig drei Auflagen parallel. Zurzeit erscheinen die erste und die dritte Auflage (über 1000 Bände). Die zweite Auflage und die Taschenbuchausgabe wurden eingestellt. Lassiter ist mit einer Gesamtauflage von ca. 200 Millionen Exemplaren die im deutschen Sprachraum kommerziell erfolgreichste Westernromanheftserie.